# Station Hatch End
Hatch End is een spoorwegstation van London Overground aan de Watford DC Line.

## Geschiedenis
Het oorspronkelijke station werd in 1842 geopend als Pinner aan de London and Birmingham Railway, later onderdeel van de West Coast Main Line (WCML), en werd op 1 januari 1897 omgedoopt tot Pinner en Hatch End. Begin twintigste eeuw bouwde de London North Western Railway (LNWR) een voorstadslijn met elektrische tractie, de Watford DC Line, parallel aan de WCML, die in 1912 geopend werd. Het huidige station werd in 1911 aan de westkant van de WCML gebouwd naar een ontwerp van architect Gerald Horsley, zoon van de schilder John Calcott Horsley. Op 16 april 1917 voegde de Baker Street and Waterloo Railway, de latere Bakerloo line, bij de Watford DC Line door haar diensten over diens sporen door te trekken ten noorden van Willesden Junction. Het station werd op 1 februari 1920 opnieuw omgedoopt tot Hatch End (for Pinner), en uiteindelijk werd het op 11 juni 1956 Hatch End. 
Aanvankelijk kende het station perrons langs alle sporen bij het station, twee aan de buitenzijden en twee eilandperrons. Het westelijkste eilandperron is omgebouwd en wordt alleen nog gebruikt voor de bovengrondse diensten richting de stad. De andere perrons werden tijdens de elektrificatie van de WCML in 1963 gesloten, waarna het station niet meer door de WCML werd bediend. Een algemene herbouw van de toegang tot de twee overgebleven perrons werd doorgevoerd in de jaren 1980 toen ook een hek gebouwd werd op het perron aan de kant van de WCML, om wachtende passagiers te beschermen tegen de langsrijdende treinen. De diensten van de Bakerloo line werden op 24 september 1982 beëindigd.

## Ligging en inrichting
Het station ligt vlak ten noorden van de brug waarmee de Uxbridge Road de sporen kruist. De twee perrons langs de Watford DC Line liggen aan de westkant van het spoorbed waar ook het stationsgebouw staat. Architectuurcriticus en Poet Laureate Sir John Betjeman was een bewonderaar van het treinstation Hatch End en beschreef het als "het midden tussen een bank en een middelgroot landhuis". Het perron voor de reizigers naar het noorden ligt meteen tegen het stationsgebouw aan, terwijl de reizigers naar de stad over een loopbrug het andere perron kunnen bereiken. In 2007 kwam bij het perron langs het stationsgebouw een café met verschillende dranken, snacks en kranten. Begin 2010 werden ov-poortjes geplaatst, waarvan een geschikt is voor rolstoelgebruikers. 
Het loket is doorgaans geopend gedurende de treindienst, zo niet, dan zijn er verschillende klantenservice-assistenten in de buurt als dat nodig is. Er zijn ook twee kaartautomaten in de stationshal waar men nationale treinkaartjes kan kopen, evenals meerrittenkaarten en Oyster Cards.  Onder het nieuwe management van London Overground is er aanzienlijke verbetering opgetreden, zoals nieuwe borden, meer toezichtcamera's en elektronische vertrekborden in de stationshal, op de perrons en in de wachtkamer op het perron in zuidelijke richting.

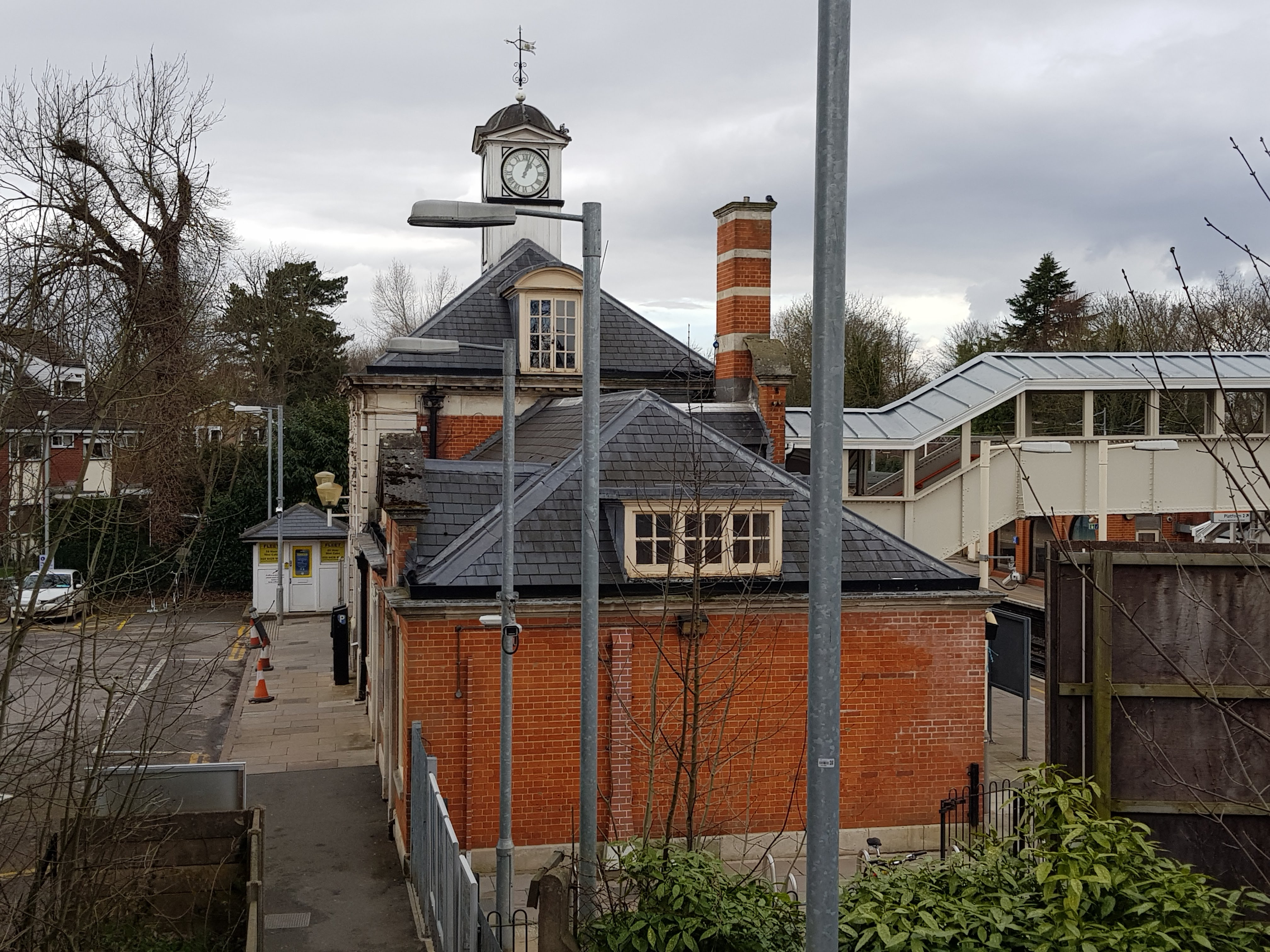
Het stationsgebouw met loopbrug
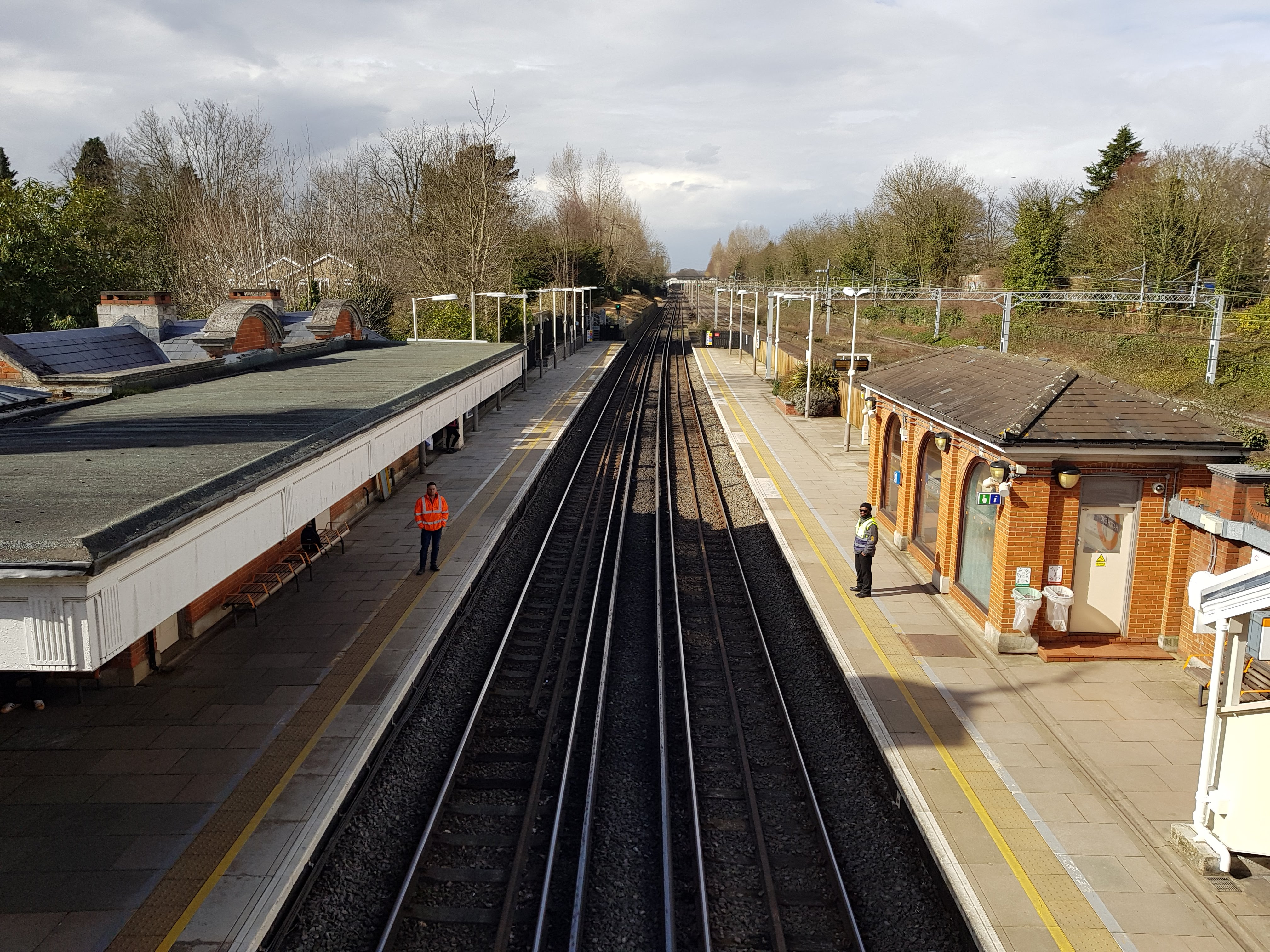
Sporen en perrons gezien vanaf de looopbrug
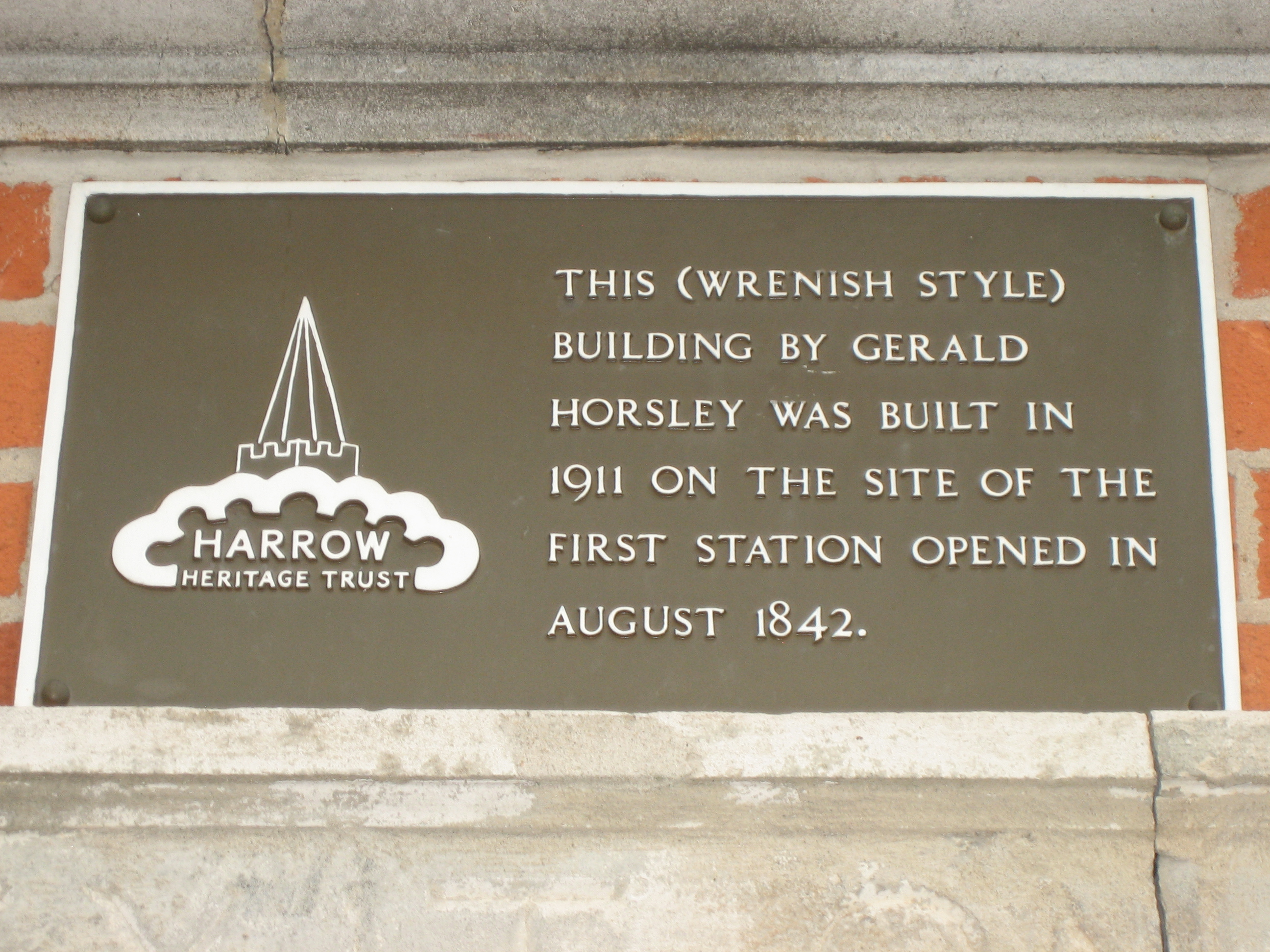
Het paneel van Harrow Heritage Trust

## Reizigersdienst
Het station ligt aan de West Coast Main Line, maar wordt alleen bediend door de Overground treinen op de Watford DC Line, met vier treinen per uur in beide richtingen. Dit is de standaarddienst, zeven dagen per week. De rit naar Euston duurt 38 minuten en naar Watford Junction 11 minuten. Reizigers die gebruik willen maken van de WCML moeten bij Harrow & Wealdstone overstappen. Verder kunnen reizigers gebruikmaken van de buslijnen H12 en H14 die stoppen bij het station.
Station London Euston · South Hampstead · Kilburn High Road · Queen's Park · Kensal Green · Willesden Junction · Harlesden · Stonebridge Park · Wembley Central · North Wembley · South Kenton · Kenton · Harrow & Wealdstone · Headstone Lane · Hatch End · Carpenders Park · Bushey · Watford High Street · Watford Junction